# Sluneční terminátor

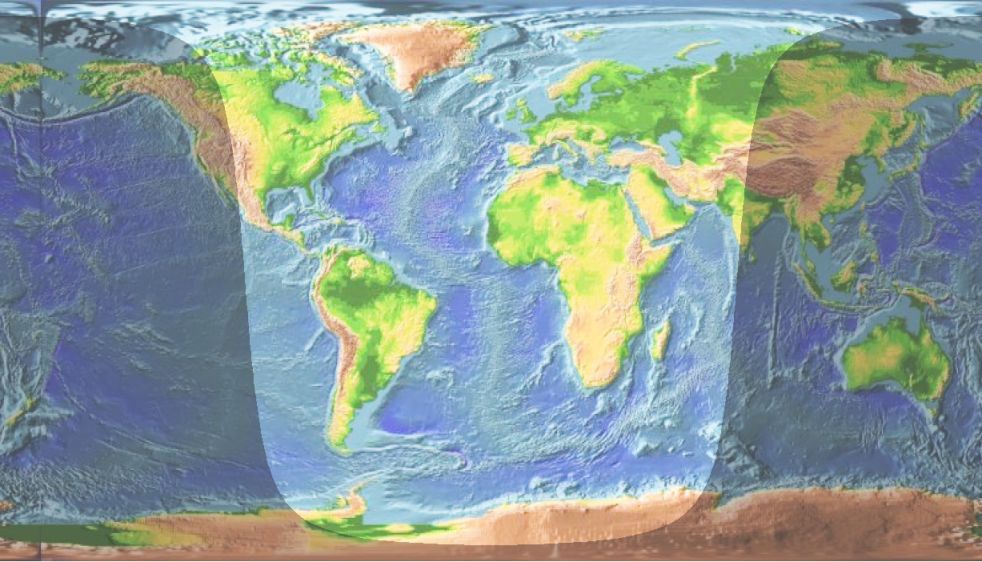
Mapa světa s vyznačeným průběhem terminátoru, 2. dubna kolem 13:00 UTC

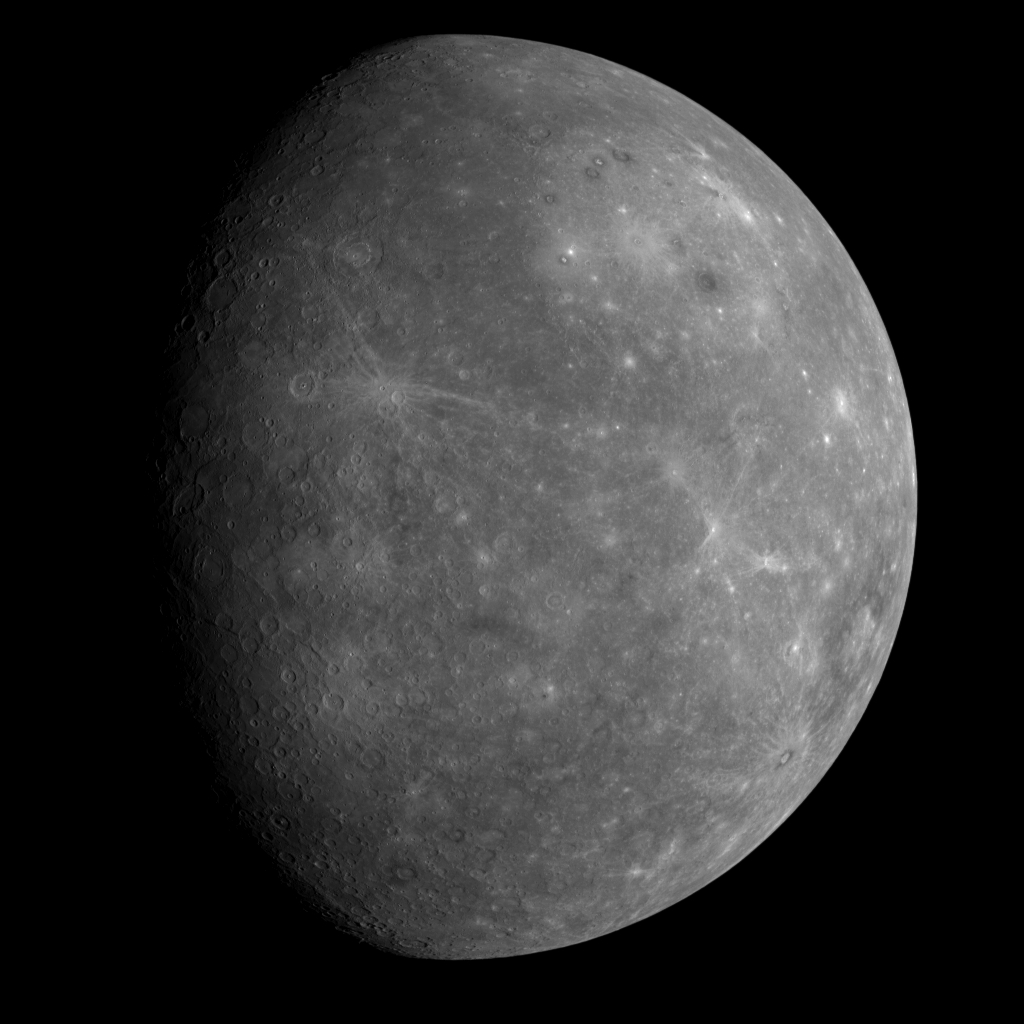
Téměř neznatelný terminátor na obrázku planety Merkur

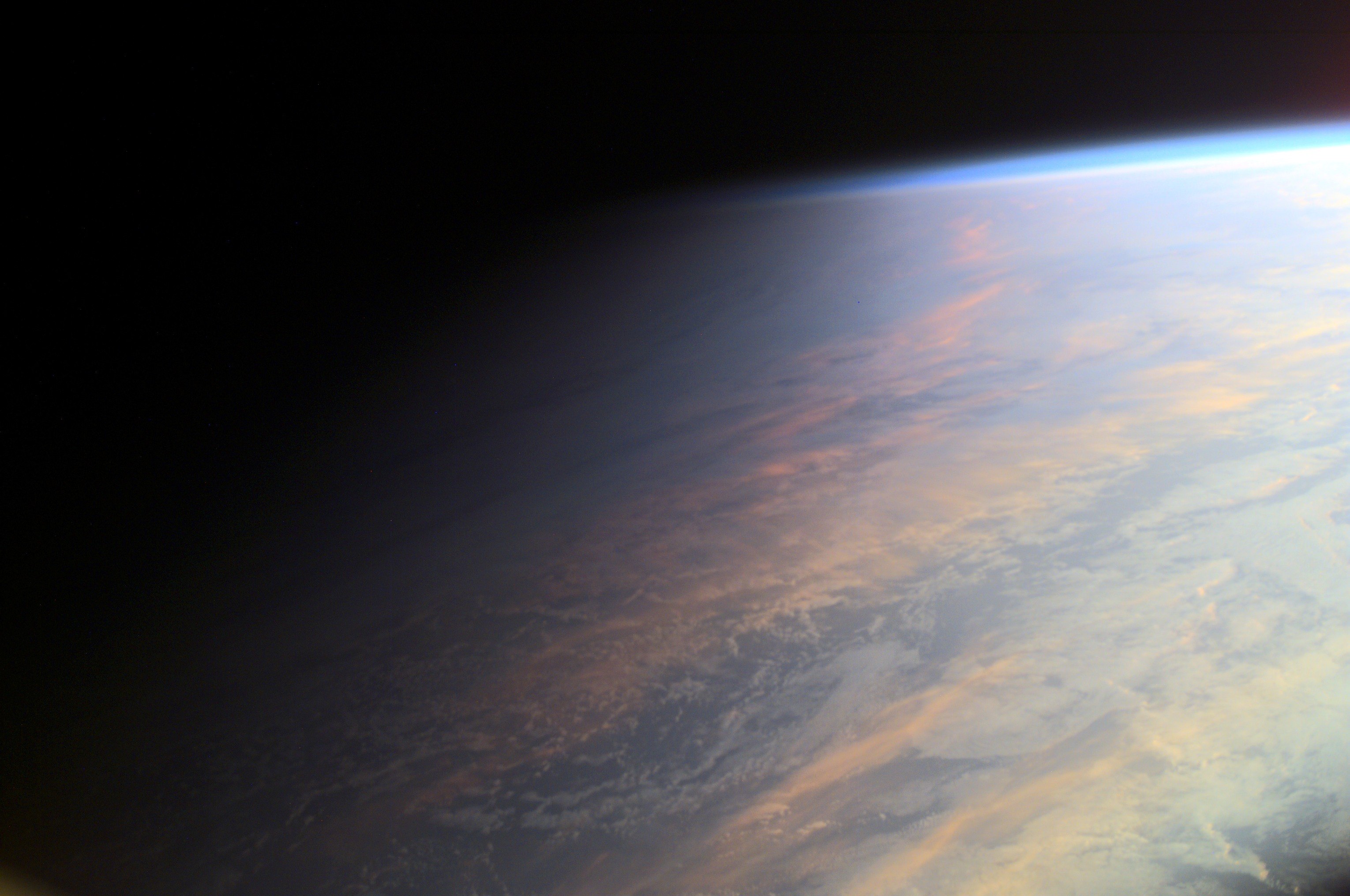
Difuzní terminátor planety Země. Ze snímku je patrný postupný přechod mezi denní a noční stranou – soumrak. Snímek pochází ze stanice ISS

Sluneční terminátor je rozhraní mezi Sluncem osvětlenou a neosvětlenou částí planety nebo měsíce sluneční soustavy. Pokud je uvažován tvar planet jako ideálně kulový, pak terminátor přibližně odpovídá hlavní kružnici. U těles bez atmosféry je terminátor obvykle lépe patrný. Vliv na průběh terminátoru má také reliéf daného tělesa. Díky rotaci těles kolem vlastních os, kolem Slunce a vychýlení elipsy drah mění terminátor svou polohu.

## Terminátor, Měsíc a Země
Terminátor rozděluje kotouč Měsíce na dvě poloviny při pohledu ze Země kolem první a poslední čtvrti. Měsíční povrch posetý krátery vrhá v oblasti terminátoru stíny (sluneční osvětlení přichází z šikmého úhlu).
Při pozemské rovnodennosti protíná terminátor oba zemské póly, v období slunovratů se dotýká polárních kruhů. Terminátor lze podle postupu osvětlené, respektive neosvětlené strany, rozdělit na západní terminátor a východní terminátor.